# Narew-Offensive
1914

Ostpreußische Operation (Stallupönen, Gumbinnen, Tannenberg, Masurische Seen) – Galizien (Kraśnik, Komarów, Gnila Lipa, Lemberg,
Rawa Ruska) – Przemyśl – Weichsel – Krakau – Łódź – Limanowa–Lapanow – Karpaten
1915

Humin – Masuren – Zwinin – Przasnysz – Gorlice-Tarnów – Bug-Offensive – Narew-Offensive – Großer Rückzug – Nowogeorgiewsk – Rowno – Swenziany-Offensive
1916

Naratsch-See – Brussilow-Offensive – Baranowitschi-Offensive
1917

Aa – Kerenski-Offensive (Zborów) – Tarnopol-Offensive – Riga – Unternehmen Albion
1918

Operation Faustschlag – Krim
Die Narew-Offensive vom 13. Juli bis 24. August 1915 war eine deutsche Offensive während des Ersten Weltkrieges an der Ostfront, die aus dem südlichen Vorfeld Ostpreußens gegen die russische Festungslinie Lomscha-Pultusk-Ostrolenka geführt wurde. Strategisches Ziel der Operation war es, der aus Galizien nach Norden geführten Bug-Offensive in Richtung auf Siedlce entgegenzustoßen und die dazwischen stehende russische Armee zum Rückzug aus dem großen Frontvorsprung in Polen zu zwingen. Drei abzugebende Divisionen der deutschen 9. Armee und schwere Artillerie verstärkte die zum Durchbruch angesetzte Armeegruppe Gallwitz in der auch als Durchbruchsschlacht von Przasnysz bezeichneten Offensive. Bis zum 14. Juli war der deutsche Durchbruch erzwungen und bis zum 22. Juli der Narew-Abschnitt auf ganzer Breite erreicht. Infolge der Gefahr einer Abschneidung mussten die in Polen stehenden russische Armeen eiligst nach Osten zurückgenommen werden. Anschließend überschritten die Deutschen zwischen Różan und Pułtusk den Narew und konnten die russischen Streitkräfte Anfang August 1915 weiter nach Osten zurückdrängen. Die polnische Hauptstadt Warschau und die Festung Nowogeorgiewsk fielen in die Hände der deutschen 9. Armee.

## Vorgeschichte

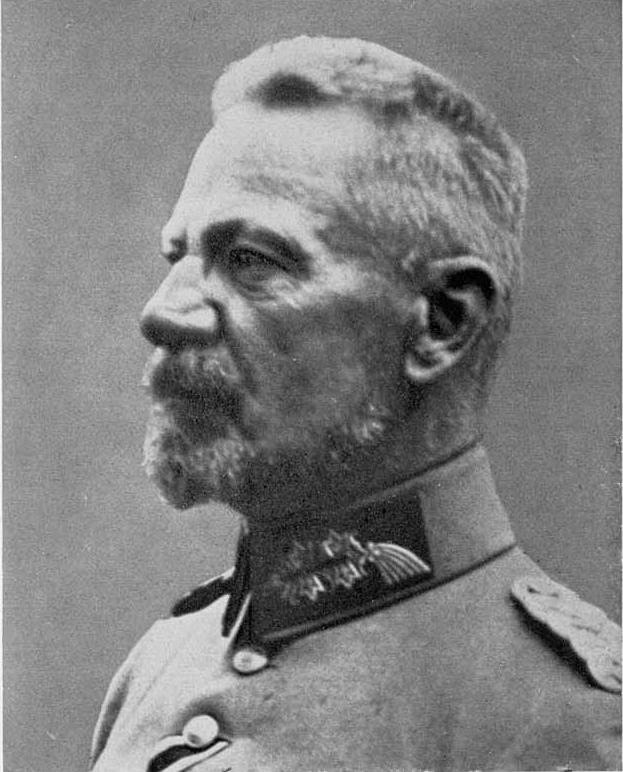
General der Artillerie Max von Gallwitz

Am 24. Februar hatte das deutsche I. Reserve-Korps die Stadt Przasnysz während der I. Schlacht um Przasnysz kurzfristig erstürmt und dabei etwa 10.000 Gefangene eingebracht. Allerdings war die Stadt drei Tage später durch einen russischen Gegenangriff wieder preisgegeben worden. Die Russen versuchten seitdem vieles, um derartige Vorkommnisse für die Zukunft zu verhindern. Der günstige Verlauf der Durchbruchschlachten von Gorlice-Tarnów und Grodek (Mai und Juni 1915) hatte den Mittelmächten das westliche Galizien zurückgebracht, dennoch war dieser Erfolg nur durch erhebliche Schwächung der verbündeten Truppen zu erreichen gewesen. Die Ende Juni durch die südlichen Heeresgruppen Woyrsch und Mackensen angesetzte Bug-Offensive war aus Nordgalizien nach Norden geführt und stieß entlang des Bug in Richtung auf Brest-Litowsk vor. Stärkerer Widerstand der Russen zwischen Bug und Weichsel ließ die Bug-Offensive der Mittelmächte langsam festlaufen, neue Verschanzungen der Russen leisteten bereits zähen Widerstand. Das Zusammenwirken der nördlichen Heeresgruppe Hindenburg aus Ostpreußen und der südlichen Heeresgruppe Mackensen eröffnete die Möglichkeit die ganze russische Westfront in Polen aufzurollen.
Am 2. Juli 1915 fand in Posen eine Besprechung der Obersten Heeresleitung statt, an welcher der deutsche Kaiser teilnahm. Der Oberbefehlshaber Ost, Generalfeldmarschall von Hindenburg und sein Chef des Generalstabes, Generalleutnant Ludendorff plädierten für ein Vorgehen in Richtung zwischen Grodno und Wilna. Wilhelm II. gab aber dem Antrag des Generalstabschefs von Falkenhayn statt, der zu einem starken Gegenstoß über den Narew nach Süden ansetzen wollte, um dem Vorstoß der Bugarmee von Norden her entgegenzustoßen.

## Die russische Verteidigung
Die Stawka rechnete nach dem eigenen Abwehrerfolg bei Przasnysz vom Februar 1915 nicht mehr mit einem deutschen Angriff und verließ sich auf die gut befestigten Stellungen. Im Gegensatz zu den Deutschen litt die russische Armee unter erheblichem Mangel an Munition, die Haltung der polnischen Zivilbevölkerung war zwar nicht deutschfreundlich, tendierte aber zur Abschüttlung des russischen Joches und Erlangung der alten nationalen Eigenständigkeit.
General Alexejew, der neue Chef der Nordwestfront, hatte die Gefahr der drohenden Abschneidung der Westfront (2., 4., und 5. Armee) im polnischen Frontvorsprung rechtzeitig erkannt und bemühte sich um die Verstärkung der Narew-Linie.
Schon im Verlauf der ersten Kriegsmonate versuchten die Russen in fieberhafter Eile die 70 Kilometer lange Narew-Bobr-Linie zwischen Łomża und Grodno zu verstärken. Die mittlere Narewfront war wegen breiter Sümpfe von vornherein schwer angreifbar. Die dortige Festung Osowiec sicherte den einzigen brauchbaren Flussübergang und die Eisenbahnlinie von Lyck nach Białystok. Osowiec am Bobr erhielt auf beiden Ufern eine vorgeschobene Stellungslinie, am rechten Ufer des Narew wurde die Besatzung von Łomża verstärkt. Die Brückenköpfe der Festung Różan wurden auf demselben Ufer ausgebaut, in Pułtusk wurde der nördliche Brückenkopf verstärkt. Ausgedehnte Riegelstellungen verbanden die vordere Hauptkampflinie mit einem weniger tiefen, aber ebenfalls starken, etwa 15 Kilometer dahinter liegenden Befestigungssystem, das von Wyszogród an der Weichsel über Płońsk-Ciechanów-Krasnosielsk nach Ostrołęka verlief. Die Front zwischen der oberen Weichsel und dem oberen Bug war fast unbefestigt, das dortige Gelände bot der russischen Heeresleitung aber einige Vorteile bei der Verteidigung. Die zentrale Front an der Weichsel zwischen Nowogeorgiewsk—Iwangorod war von Natur aus durch den bis zu einem Kilometer breiten Strom ausreichend geschützt.
Die im Hauptangriffsfeld stehende russische 1. Armee unter General der Kavallerie Litwinow verfügte über insgesamt vier Korps, 99 Bataillone mit 106.950 Soldaten. Mit nur zehneinhalb Divisionen im Hauptangriffsabschnitt war sie dem deutschen Angriffstruppen zahlenmäßig unterlegen.
- das I. Turkestanische Korps unter General der Kavallerie Scheideman bei Ciechanów
- das I. Sibirische Korps stand unter General Pleschkow bei Przasnysz
- das XXVII. Armeekorps unter General der Infanterie Balanin stand im Raum Płońsk
- das IV. Sibirisches Korps unter Generalleutnant Sytschewski verteidigte im Raum Ostrołęka
- als Reserve stand das 1. Kavallerie-Korps unter General der Kavallerie Oranowski zur Verfügung

## Deutscher Aufmarsch
Die Offensive zum Narew wurde der Armeegruppe von Gallwitz übertragen, welche bereits zweitmalig in diesem Jahr bei Przasnysz anzugreifen hatte. General der Artillerie Max von Gallwitz erhielt den Befehl die russische Front am unteren Narew durch Vorgehen beiderseits von Przasnysz zu durchstoßen und den strategischen Durchbruch der Stellungsfront zu erreichen. Hindenburg befahl der zentralen Weichselfront liegenden deutschen 9. Armee unter Prinz Leopold von Bayern zunächst drei Divisionen und bald darauf auch eine vierte Division abzugeben. Über Willenberg wurde der Armeegruppe Gallwitz noch die restliche 3. Division zugeführt. Die deutsche 8. Armee (General von Scholtz), am linken Flügel der Heeresgruppe Gallwitz, musste aus ihren eigenen schwachen Verbänden eine eigene Stoßgruppe schaffen und sich am Angriff beteiligen. Der zwischen Szkwa und Pissa stehende rechte Flügel der 8. Armee hatte den Hauptangriff zu unterstützen. Der rechte Flügel der Armee des General der Artillerie von Scholtz hatte die Stellungen zu halten, ebenso die rechts anschließende 10. Armee unter General von Eichhorn, die ihrigen Linien bis zum Memel im Raum westlich Kowno. Ein Angriff auf Nowo-Georgiewsk und das Weiterführen der Offensive auf Siedlce war das strategische Ziel der Operation.
Die auf zwölf Divisionen verstärkte Armeegruppe Gallwitz setzte ihren Hauptangriff wie im Februar 1915 nochmals beiderseits Przasnysz zwischen Grudusk und dem Orzyc-Abschnitt an. Bis zum 14. Juli sagte das Oberkommando der Armeegruppe auch die Heranführung der 50. Reserve-Division über Mława zu. Insgesamt verfügte General Gallwitz über 5 Korps mit 164 Bataillone (etwa 177.000 Mann).
- Am rechten Flügel zur Weichsel hin deckte den Angriff das XVII. Reserve-Korps (Gruppe Surén) mit der 14. und der 85. Landwehr-Division sowie das aus Truppen der Festung Thorn gebildete Korps Dickhuth.
- Den Hauptstoß im Zentrum der Armeegruppe führte das XI. Armee-Korps (Gruppe Plüskow) mit der 38. Division und der 86. Division (Ersatz-Division Wernitz), das XVII. Armee-Korps (Gruppe Pannewitz) mit der 1. Garde-Res.-Division und 36. Division und das XIII. Armee-Korps (Gruppe Watter) mit der 4. Garde-, 3. und 26. Division. Als Reserve der Angriffsgruppe diente dahinter die 35. Division und die Brigade des Generals von Pfeil.
- Am linken Flügel stand das I. Armee-Korps (Gruppe Eben) mit der 2. und 37. Infanterie-Division vom Orzyc bis zur Szkwa.

## Durchbruchschlacht von Przasnysz 13. und 14. Juli

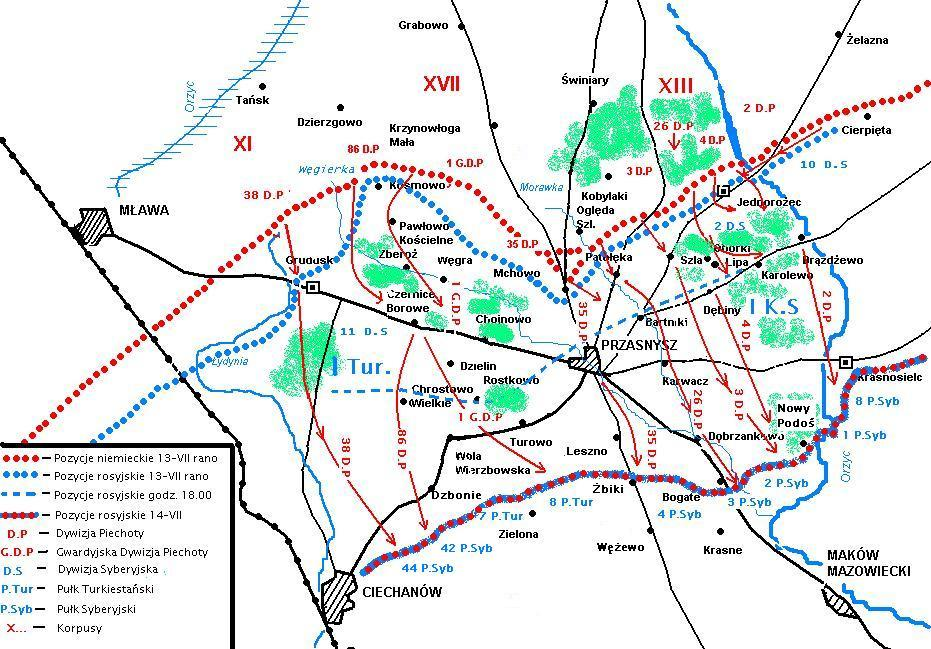
Schlachtskizze zur Durchbruchsschlacht von Przasnysz

Die Armeegruppe Gallwitz, welche die Front zwischen Weichsel und Szkwa hielt begann am 13. Juli beiderseits von Przasnysz ihre Offensive. Generalfeldmarschall von Hindenburg war im Laufe des Tages im Hauptquartier der Armeegruppe, in Willenberg eingetroffen. General von Gallwitz hatte sich mit seinem Chef des Generalstabes, Oberst Marquard nach Dzierzgowo, nach vorne begeben, um den Angriff zu beobachten. General Gallwitz stellte es den beiden Korps des rechten Flügels frei, den Sturm um eine Stunde zu verschieben. Nur ein Korps machte davon Gebrauch, daher war die Einheitlichkeit des Angriffs dieser benachbarten Korps von Anfang an gestört. An der 29 Kilometer langen Angriffsfront zwischen der Lydynia und dem Orzyc wurden 3 Korps mit 7 Divisionen unterstützt von 123 Batterien (davon 34 schwere) bereitgestellt, im zweiten Treffen und hinter den Flügeln jeweils zweieinhalb weitere Divisionen. Auf eine Angriffsdivision entfielen durchschnittlich vier Kilometer Front. Der zwischen Szkwa und Pissa stehende rechte Flügel der 8. Armee hatte den Hauptangriff sofort zu unterstützen. Gegen 4.45 Uhr eröffnete die deutsche Artillerie mit 800 Geschützen das Feuer auf die Feindstellungen. Beschossen wurde das Gebiet zwischen der Bahn Mława-Warschau und dem Orzyc. Die 2. und 11. Sibirische Division erlitten sofort schwere Verluste. Etwa ein Drittel der Besatzung fiel oder wurde in ihren Unterständen lebendig begraben. Die höchste Konzentration des Artillerieschlages erfolgte gegen 5.15 Uhr gegen den Ort Osówka, der vollständig zerstört wurde. Für die Niederhaltung der gegnerischen Artilleriestellungen gegenüber dem XVII. Reserve-Korps bei Lysakowo und gegenüber dem rechten Flügel des I. Armee-Korps (Gruppe Eben) hatte General Gallwitz das eigene Feuer weiterführen lassen.
In der aus dem XI. und XVII. Armeekorps gebildeten Angriffsgruppe hatte die Gruppe Plüskow an der Linie Grudusk—Pawlowo-Koscielne in Richtung Süden anzusetzen, während die Gruppe Pannewitz über die Linie Zberoz—Höhe 154 nordöstlich Olszewiec den Hauptangriff ansetzte.
Der Infanteriekampf begann um 9.45 Uhr, der Angriff der 4. Garde-Reserve-Division (General von Schweinitz) warf die 2. Sibirische Division zurück.
Nördlich Przasnysz, von der Höhe nordöstlich Olszewiec bis Szlachecki, wurde der Gegner vom linken Flügel des Korps Pannewitz, der sich vorerst defensiv verhielt, energisch festgehalten. Derweilen brach das XIII. Korps über Jednorożec nach Süden durch, die linken Flanke wurde dabei gedeckt durch die 2. Division unter General von Falk. Teile der 3. Division der Gruppe Watter drangen in Ogledzie ein und drängten die russischen Truppen nach Bartniki zurück. General Watter hatte beschlossen, zur Stärkung des Angriffs seines linken Flügels, die Front nordöstlich von Przasnysz zu begradigen, um Drazdzewo und Lipa zu erreichen. In der Nähe von Obórek wurde die russische Verteidigung durch die 3. Division überrannt und zum Ort Lipa zurückgedrängt. Am rechten Flügel drang das XI. Armee-Korps bei Grudusk im ersten Angriff in die vordere russische Stellung ein. Die von drei Seiten angegriffenen Dörfer Lipa und Karolew wurden erobert. Am ersten Tag wurden die starke erste Stellung der Russen beiderseits von Przasnysz durchbrochen. Am rechten Flügel der Heeresgruppe griff die 38. Division gegen Grudusk an. Die Division Wernitz griff gegen die Höhenstellungen nördlich von Kosmowo an und erstürmte die 11. Sibirische Division unter General Zorakowski verteidigte Dörferlinie Pawlowo und Kosmowo.
Am 14. Juli fiel die Stadt Przasnysz in deutsche Hand. Erst am 15. Juli wankte hier nach schweren Kämpfen auch die stark befestigte zweite Stellung der Russen. Der strategische Durchbruch zum Narew war erzwungen.

## Schlacht am Narew 18. bis Ende Juli

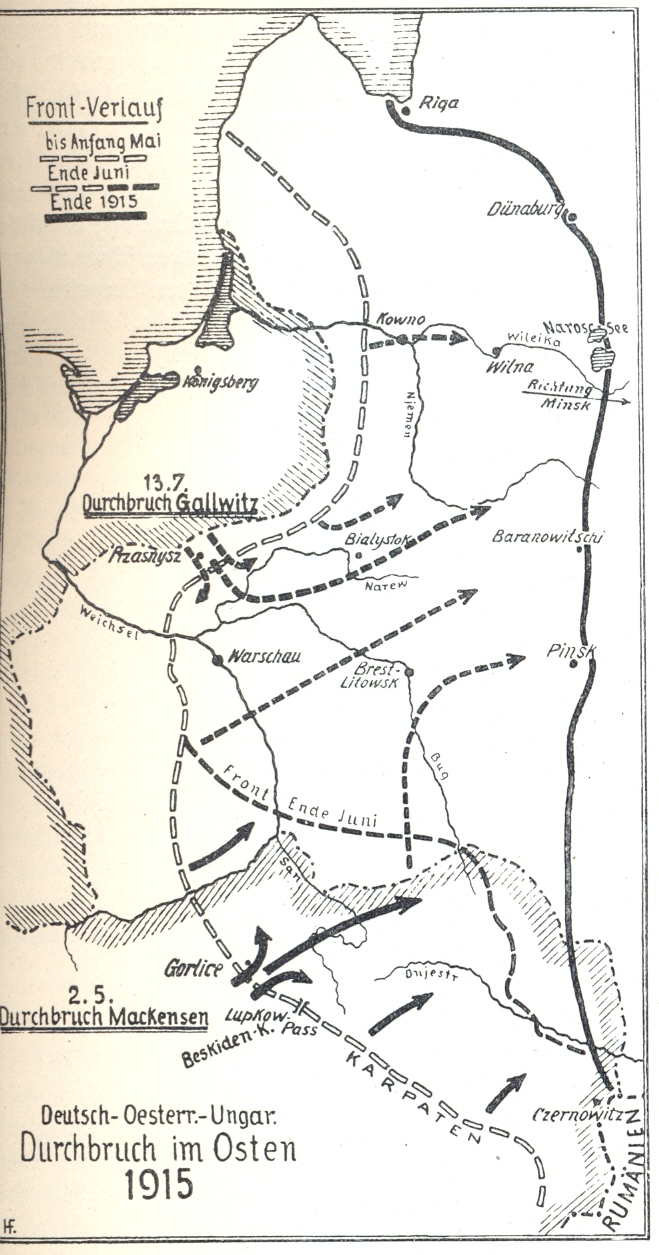
Durchbruchsschlachten an der Ostfront 1915

General von Gallwitz ordnete den weiteren Vormarsch zur Erzwingung der Narew-Übergange an. Auf der Linie Pultusk—Rozan war der Narew-Übergang zu erreichen, während auf dem äußersten rechten Armeeflügel, das Korps Dickhuth und das XVII. Reserve-Korps auf die Nordwestfront des Festungsdreiecks von Warschau aufschlossen, und im Osten das I. Armee-Korps die linke Flanke der Armee-Gruppe gegen Ostrolenka deckte. Aufgabe des im Zentrum vorgehenden XI. und XVII. Armeekorps war es, Pultusk von Norden und Westen anzugreifen. Das XIII. Korps sollte gegen die Festung Rozan vorgehen. Am 20. Juli wurden von der 26. Division die Stellungen beiderseits der Pultusker Straße erreicht, am 22. Juli war von der 4. Garde-Division ein Stück der Nordfront aufgerissen und der Ort Miluny gestürmt worden. Am 23. Juli schloss sich der Angriff der 3. Division gegen die starke Stellung von Podboro an, die Russen räumten den dortigen Brückenkopf vorzeitig. Die 26. Division sollte zwischen Rozan und Dzbondy über den Narew setzen, die 3. Division bei Rozan, die 4. Garde-Division bei Dyszobaba. Weitere Versuche, am 24. Juli den Fluss direkt zu überschreiten, scheiterten am russischen Widerstand.
Bis zum 26. Juli standen zehn deutsche Divisionen östlich des Narew zum Angriff und Vormarsch an und über den Bug bereit. Da die Gruppe Eben (I. A.K.) bei Kamionka nicht vorwärts kam, wurde sie durch die von der Westfront herangeführte 54. Infanterie-Division verstärkt. Die Russen hatten aber schon bedeutende Kräfte zusammengezogen, um Zeit für eigene Absetzmanöver zu gewinnen. Mindestens fünf russische Armeekorps marschierten am 26. Juli auf. Von Serock bis östlich von Rozan erfolgte ein Gegenangriff auf 60 Kilometer Frontbreite. Das Eingreifen der russischen 12. Armee mit dem XXI. Armeekorps am östlichen Abschnitt bei Rozan verstärkte diesen Angriff. Trotz erfolgreicher Abwehr von Seiten der Deutschen war die Widerstandskraft der russischen 1. Armee noch ausreichend genug, den deutschen Vormarsch zu stoppen. Die folgenden Tage zwangen die Armee Gallwitz zu schweren Kämpfen, die am Monatsende von den deutschen Angriffsverbände gewonnen wurden. Nachdem am 3. August die von den Russen geräumte Festung Ostrolenka besetzt wurde, konnten die Armeegruppe Gallwitz und der Südflügel der 8. Armee auf dem östlichen Narewufer das Gebiet von Nowogrod bis südlich von Pultusk besetzen.

## Ausklang der Offensive
Anfang August nahm auch die deutsche Njemen-Armee unter General Otto von Below das Vorgehen zur unteren Düna auf. Vor der Festung Kowno begann der Kampf der deutschen 10. Armee um die äußere Befestigungslinie mit der angesetzten Gruppe Litzmann. Die 8. Armee Scholtz nahm am 10. August mit Tagesanbruch Łomża und drang mit der Armee Gallwitz über die Höhen von Czerwony Bor ostwärts vor. Die Armeegruppe Gallwitz (jetzt 12. Armee) hatte die Linie Malkin Gorna—Zambrowo erreicht. Bei der 9. Armee hatte General von Beseler, der Kommandierende General des III. Reserve-Korps bereits am 7. August die Außenforts der Festung Nowogeorgiewsk am Unterlauf des Narew gewonnen. Die Armee des Prinzen Leopold von Bayern hatte am 5. August Warschau und in der Nacht zum 8. August auch die östliche Vorstadt Praga besetzt. Die Armeeabteilung Woyrsch hatte die Weichsel überschritten und stand vor Łuków. Zwischen oberer Weichsel und Bug hatten die Russen die Linie Opalin-Iwangorod geräumt und waren zurückgegangen. Die gesamte russische Westfront ging Ende August beim Großen Rückzug auf höherem Befehl fast kampflos auf die weißrussische Westgrenze zurück, fast alle polnische Gebiete waren dadurch dem Zarenreich verloren gegangen.